# Pilot (Six Feet Under)
"Pilot" é o episódio piloto da série dramática americana Six Feet Under. Escrito e dirigido por Alan Ball, o episódio foi exibido nos Estados Unidos pela rede de TV a cabo HBO em 3 de junho de 2001. No episódio, a família Fisher, composta por Claire (Lauren Ambrose), Nate (Peter Krause), David (Michael C. Hall) e Ruth (Frances Conroy), deve lidar com a morte do patriarca Nathaniel Fisher Sr. (Richard Jenkins), dono da Fisher & Sons Funeral Home. Adicionais histórias incluem a volta de Nate de Seattle à Los Angeles, onde o show é definido, a experiência de Claire com as drogas, a persistência de David em esconder sua sexualidade e as infidelidades da matriarca Ruth. 
Outros personagens incluem Brenda Chenowith (Rachel Griffiths), que acabara de se relacionar sexualmente com Nate; Federico Diaz (Freddy Rodriguez), assistente da casa funerária, o negócio da família; e Keith Charles (Mathew St. Patrick), um policial e namorado de David.
Todos os personagens principais exibidos no episódio, permanecem até o final da série em 2005. Futuros papeis recorrentes incluem os personagens de Jenkins, Eric Balfour como Gabe Dimas, Dina Waters como Tracy Montrose Blair e Gary Hershberger como Matthew Gilardi, sendo os três últimos ainda não nomeados pelo episódio. "Pilot" recebeu críticas positivas dos críticos e foi indicado para cinco Emmys, ganhando em uma categoria.

## Produção
O episódio, também conhecido apenas como "Six Feet Under", foi escrito e dirigido por Alan Ball. Ball tinha 13 dias para filmar o episódio, algo que lhe causou um certo grau de ansiedade, já que ele nunca havia dirigido antes.
A trilha sonora do episódio foi marcada pela canção "Waiting", da banda americana The Devlins. A música foi tocada enquanto Nate estava tendo uma rápida visão de seu pai entrando em um ônibus. A música usada como tema de abertura foi composta por Richard Marvin. Futuramente, a partir do segundo episódio, os escritores usaram um obituário indicando o ano de nascimento e falecimento para cada morte ocorrida. No entanto, a morte de Nathaniel no episódio foi a única a não ser anunciada pela série. "Pilot" também apresenta comerciais de televisão humorísticos sobre funerais, comerciais esses que começam cada ato do episódio, mas a ideia foi abandonada e o piloto ficou sendo o único episódio em que foram usados.
Uma semana após o episódio ter sido exibido, a HBO renovou Six Feet Under para uma segunda temporada.

### Elenco
Six Feet Under foi o primeiro trabalho televisivo de Michael C. Hall. A primeira cena que ele gravou na série foi quando David se dirige ao necrotério para recolher o corpo do pai. Freddy Rodriguez, Eric Balfour e Lauren Ambrose já tinham trabalhados juntos no filme Can't Hardly Wait.
Peter Krause, originalmente, fez o teste para o papel de David. Contudo, o criador que achava muito difícil encontrar um ator para interpretar Nate, ficou impressionado com Krause e sua química com Rachel Griffiths (Brenda Chenowith). Griffiths tinha lido o script e comentado com a produção que estava muito interessada em interpretar Brenda. A única preocupação dos produtores era se ela poderia fazer um sotaque convincente americano, já que a atriz era australiana. Quando Griffiths voou da Austrália para encontrá-los, convenceu os produtores com seu sotaque, e conseguiu o papel. Atrizes como Dina Waters e Juliette Lewis também realizaram testes para o papel de Brenda.
Vários dos futuros personagens recorrentes também foram profundamente desenvolvidos. Eric Balfour era para ser introduzindo apenas como o "Romance de Claire" para o piloto, no entanto, Alan Ball achou sua química tão satisfatória com Lauren Ambrose que seu papel foi desenvolvido para o personagem Gabe Dimas. Da mesma forma, os papeis de Dina Waters e Gary Hershberger foram listados simplesmente como "Tagarela" e "Representante da Kroehner", cujos papéis foram desenvolvidos em Tracy Montrose Blair e Gilardi Mateus, respectivamente.

## Recepção e premiação
O episódio foi positivamente recebido pela critica e ganhou vários prêmios e indicações. O criador Alan Ball ganhou um Emmy na categoria Melhor Direção em Série Dramática, bem como Melhor Diretor em Série Dramática no Directors Guild of America Award.
| Ano  | Receptor                                                          | Papel | Categoria                                                                                           | Resultado | Ref.   |
| ---- | ----------------------------------------------------------------- | ----- | --------------------------------------------------------------------------------------------------- | --------- | ------ |
| 2001 | Alan Ball                                                         | —     | Directors Guild of America para Melhor Diretor em Série Dramática                                   | Venceu    | [ 11 ] |
| 2001 | Marcia Hinds Thomas T. Taylor                                     | —     | Art Directors Guild para Excelência em Design de Produção                                           | Venceu    | [ 12 ] |
| 2002 | Alan Ball                                                         | —     | Emmy de Melhor Direção em Série Dramática                                                           | Venceu    | [ 10 ] |
| 2002 | Marcia Hinds Thomas T. Taylor Susan Mina Eschelbach               | —     | Emmy de Melhor Direção de Arte para uma Série de Câmera Única                                       | Indicado  | [ 10 ] |
| 2002 | Donna-Lou Henderson Justin B. Henderson June Bracken              | —     | Emmy de Melhor Direção Maquiagem para uma Série                                                     | Indicado  | [ 10 ] |
| 2002 | Christopher Nelson                                                | —     | Emmy de Melhor Edição de Imagem para Série Dramática de Câmera Única                                | Indicado  | [ 10 ] |
| 2002 | Richard Van Dyke Peter Reale Roberta Doheny                       | —     | Emmy de Melhor Mixagem de Som para uma Série de Câmera Única                                        | Indicado  | [ 10 ] |
| 2002 | Donna-Lou Henderson Justin B. Henderson June Bracken Todd Masters | —     | Hollywood Makeup Artist and Hair Stylist Guild Awards de Melhor Maquiagem Contemporânea - Televisão | Venceu    | [ 13 ] |
| 2002 | —                                                                 | —     | Banff Rockie Award de Melhor Série Contínua                                                         | Venceu    | [ 13 ] |
| 2002 | Richard Van Dyke Peter Reale Roberta Doheny                       | —     | C.A.S. Award de Melhor Mixagem de Som para uma Série de Televisão                                   | Venceu    | [ 13 ] |
| 2002 | Bob Newlan Jason Lezama David Beadle Helen Luttrell Sonya Henry   | —     | Golden Reel Award de Melhor Edição de Som em Televisão                                              | Venceu    | [ 13 ] |